# Akira Kuroiwa
Akira Kuroiwa –en japonés, 黒岩彰, Kuroiwa Akira– (Tsumagoi, 6 de septiembre de 1961) es un deportista japonés que compitió en patinaje de velocidad sobre hielo. 
Participó en dos Juegos Olímpicos de Invierno, en los años 1984 y 1988, obteniendo una medalla de bronce en Calgary 1988, en la prueba de 500 m.
Ganó tres medallas en el Campeonato Mundial de Patinaje de Velocidad sobre Hielo en Distancia Corta entre los años 1983 y 1987.

## Palmarés internacional
| Juegos Olímpicos                      | Juegos Olímpicos     | Juegos Olímpicos  | Juegos Olímpicos      |
| Año                                   | Lugar                | Medalla           | Prueba                |
| ------------------------------------- | -------------------- | ----------------- | --------------------- |
| 1988                                  | Calgary (Canadá)     | Medalla de bronce | 500 m                 |
| Campeonato Mundial en Distancia Corta |                      |                   |                       |
| Año                                   | Lugar                | Medalla           | Prueba                |
| 1983                                  | Helsinki (Finlandia) | Medalla de oro    | Clasificación general |
| 1986                                  | Karuizawa (Japón)    | Medalla de bronce | Clasificación general |
| 1987                                  | Sainte-Foy (Canadá)  | Medalla de oro    | Clasificación general |